# 즈비그뉴 브레진스키
즈비그뉴 브레진스키(Zbigniew Brzezinski, 폴란드어: Zbigniew Kazimierz Brzeziński 즈비그니에프 카지미에시 브제진스키[*][ˈzbiɡɲev bʐɛˈʑiɲski], 1928년 3월 28일 ~ 2017년 5월 26일)는 폴란드 출신의 미국의 정치학자다. 1973년 전세계 파워엘리트들의 모임인 삼극 위원회를 데이비드 록펠러와 함께 창립했다. 지미 카터 행정부에서 1977년부터 1981년까지 백악관 국가 안보 보좌관을 맡았으며, 후에 그는 워싱턴 D. C.에 소재한 전략국제연구센터(CSIS)에서 많이 활동하였다. 버락 오바마 정부의 고문 역할을 맡기도 했다. 그는 자신이 상세히 설명한 자신의 정치적 믿음과 목표는 물론 자신의 철학을 통하여 몇몇의 저서들을 썼다.

## 초기 생애와 경력
폴란드 바르샤바에서 태어나 캐나다로 이주하였다. 몬트리올에 있는 맥길 대학교에서 문학사와 석사 학위를 취득한 후, 1953년 미국으로 왔다. 그는 동년에 하버드 대학교에서 철학 박사 학위를 취득하고 거기에 남아있었으며, 처음에 러시아 연구소에서 연구생으로 지내다가 그러고나서 1960년까지 정부의 조교수를 지냈다. 1958년 미국 시민권을 얻었다.
1960년 브레진스키는 컬럼비아 대학교로 옮겨 자신이 지속적으로 학문적 사다리를 재빠르게 올라갔다. 그는 1962년 정교수로 진급이 내려지고 1977년까지 공산주의 정세 연구소(후에 국제적 변화 연구소)를 지도하였다. 1966년부터 1968년까지 그는 린든 B. 존슨 행정부 기간 동안 국무성의 정책 계획 자문회의 일원으로서 가치적인 경험을 얻었다. 민주당원과 헨리 키신저의 라이벌로 증명한 브레진스키는 리처드 닉슨의 대통령 재임 동안 약간의 활동을 보았다. 1973년 그는 삼극위원회의 국장이 되었고 젊고 정통적으로 알려지지 않은 조지아주의 지사 지미 카터를 기용하는 통찰을 가졌다. 브레진스키를 위해서 카터와 초기의 계약은 상당한 보상을 가져왔다.
카터는 1974년 자신의 대통령 후보직을 선언하였고 브레진스키는 충고의 마련과 함께 빠르게 그에게 접촉하였다. 가능한 후보들 중에 워싱턴주의 헨리 잭슨은 카터에게보다 브레진스키에게 애원된 외교 정책에 보는 힘을 가졌으나 잭슨은 이긴 것 같아보이지 않았다. 다른 민주당 대통령 지망자들의 대부분에게 "강경파"로서 브레진스키의 평판은 받아들일 수 없었다. 1975년으로 봐서 브레진스키는 외교 정책 논쟁들에 카터의 주요 조언자로서 나타났다.

## 국가 안보 보좌관 시절

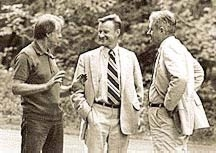
1977년 캠프데이비드에서 (좌로부터 지미 카터 대통령, 브레진스키, 사이러스 밴스 국무장관)

브레진스키는 공공연하게 국가 안보 정세들을 위하여 대통령에게 보조인으로 임명되고 싶어했으며 1976년 12월 카터 대통령 당선자가 그에게 직위를 마련할 때 기뻐하였다. 그는 국무장관이 되는 것을 원하지 않았고, 대통령의 편에 백악관에서 자신이 더욱 효과적일 자신감을 가졌다. 처음부터 그는 대통령의 목표에 관하여 쉽지 않았고 다른 임명된 사람들의 결석이 세계 정세에서 필요했던 현실주의와 고집센 조언을 카터에게 주는 것 같았다.

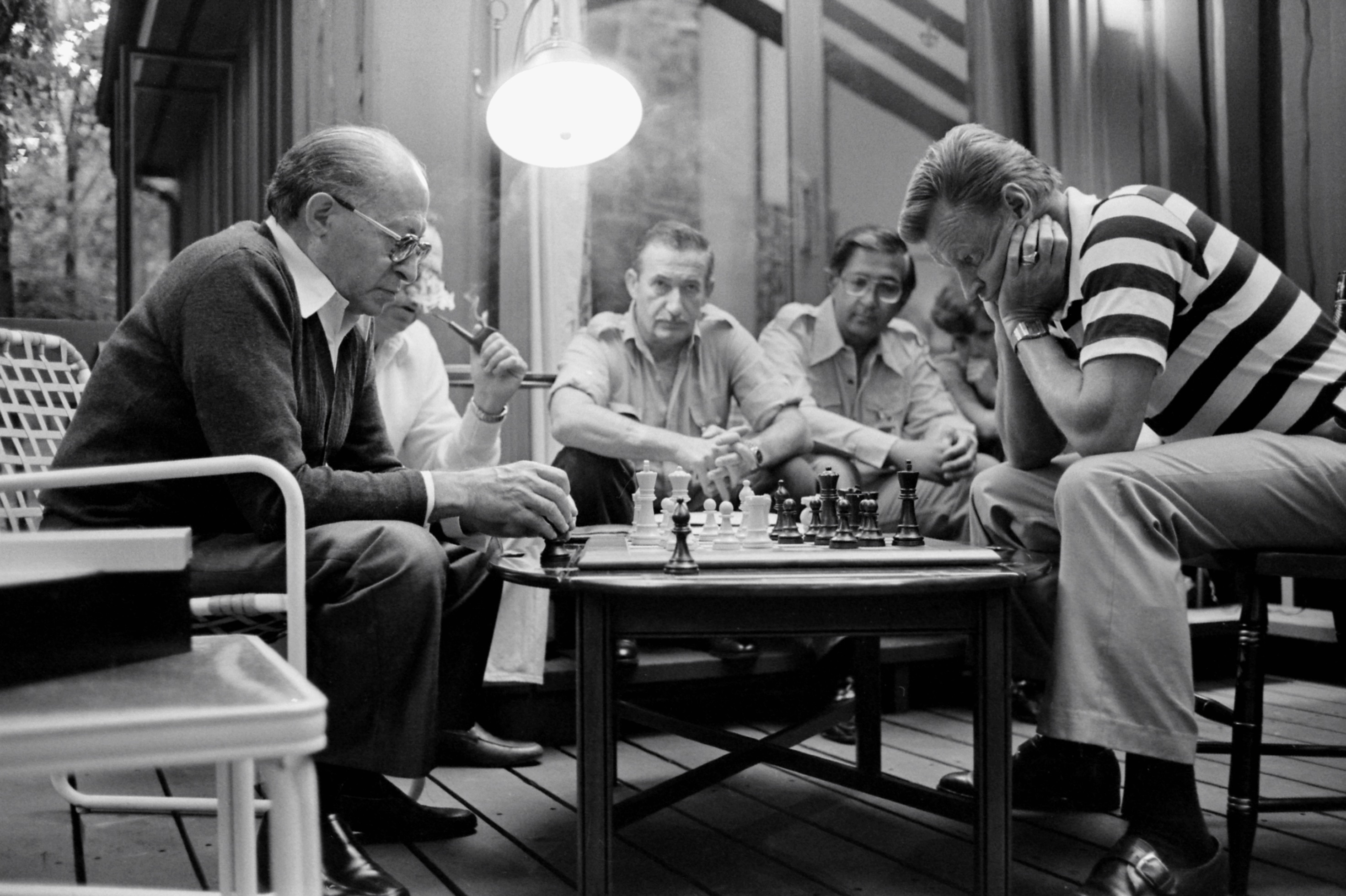
캠프데이비드 협정이 열리는 기간 중 체스를 즐기는 메나헴 베긴 이스라엘 총리와 브레진스키 (1978년)

카터는 헨리 키신저의 확인되지 않은 활동들인 제럴드 포드 행정부의 "론레인저" 외교에 대항하는 선거 운동을 가졌다. 그는 정책의 의문들을 결정하려고 한 대통령에게 보고되는 더욱 균형을 이룬 기구들을 가지는 데 작정하였다. 존 F. 케네디의 세월에 존재했던 국무장관, 국방부 장관과 국가 안보 보좌관으로 이루어진 3두 정치가 목표로 보였다. 사이러스 밴스, 해럴드 브라운과 브레진스키가 각각의 직을 맡았다.

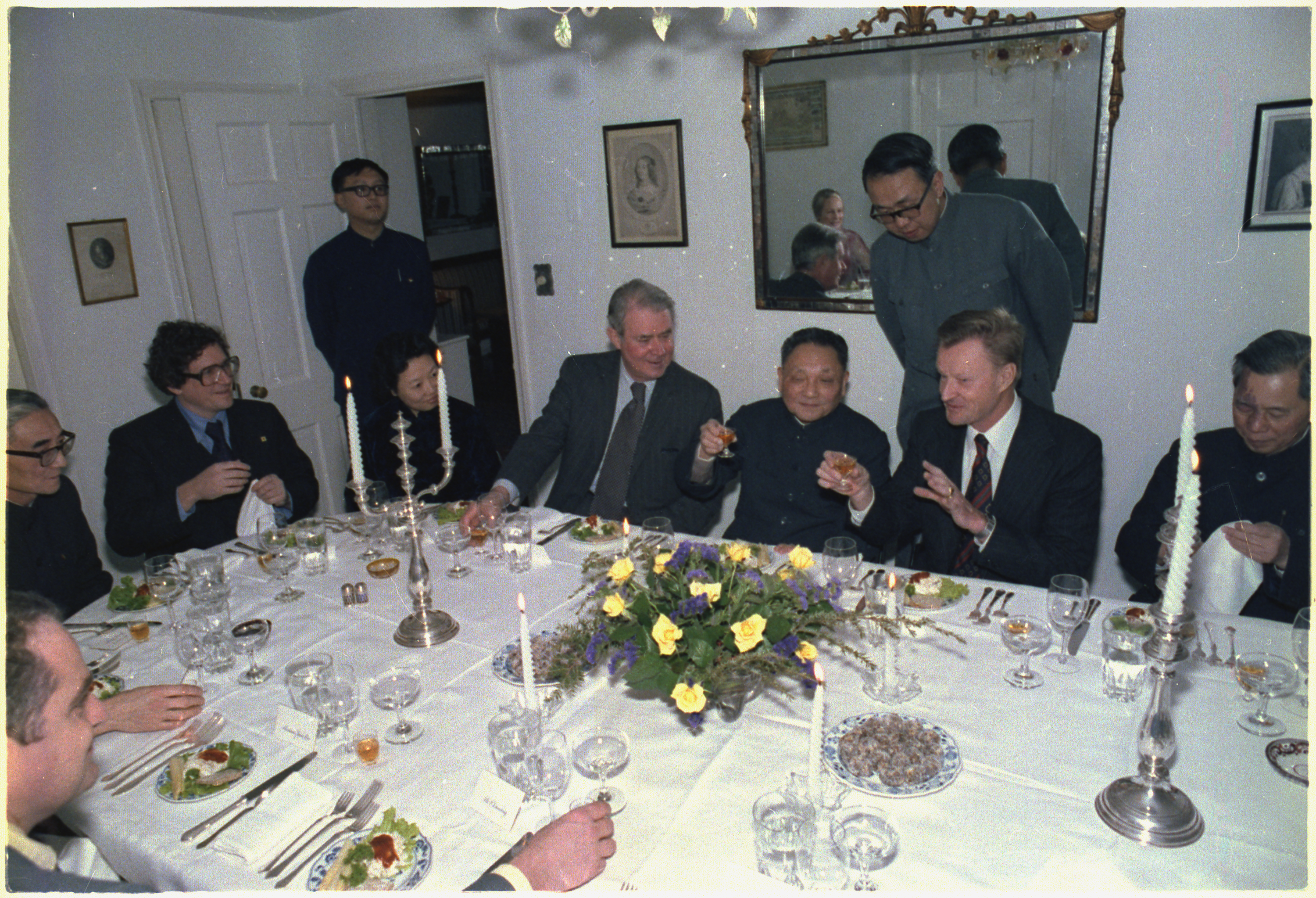
백악관에서 덩샤오핑 중공 부총리를 위하여 만찬을 주최한 브레진스키 (1979년)

브레진스키는 관리 기관의 구성에 카터의 아이디어들과 동의하였으나 백악관에서 그의 출석에 전혀 의심하지 않았고 자신의 대통령에 일간 요약 보고는 그에게 우세를 주었다. 그는 자신을 주장하는 데 빠르게 움직이고 밴스 혹은 브라운은 도전하는 데 동등하지 않았다. 특히 당시 소련을 향하여 정책에 밴스와 브레진스키의 다른점들은 가끔 본질적이었다. 밴스가 소련의 지도력에 관하여 약간의 환각을 가졌어도 그는 소련과 미국 간의 관계들의 향상이 필요하고 가능하다고 믿었다. 더욱 나가서 무기 제한 동의서들과 중동 같은 위기의 지역들에서 협동은 핵무기 전쟁을 피하는 데 본질적이었다. 그는 중동에서 혹은 중화인민공화국과 미국 간의 친선의 근심에서 소련의 이익들을 무시하며 울리는 소련과 미국 간의 데탕트를 향한 진행을 위태롭게 하는 것을 기꺼이 하지 않았다. 브레진스키는 영구적인 경쟁자들로서 밴스의 소련과 미국의 개념을 나누었으나 관계에서 의미있는 향상을 위하여 약간의 희망을 감지하였다. 미국은 견고하고 소련의 비용에서 모을 수 있던 모든 장점들을 찾아야 했다. 카터가 시초적으로 밴스의 환상을 향하여 기대었어도 1978년 말기에 브레진스키는 우세하게 나타났다. 중화인민공화국과 관계를 정상화하는 결정의 다룸은 브레진스키의 지배권과 행정부의 정책들로부터 국무장관의 늘어나는 양도에 특정을 지었다.
브레진스키가 자신의 탁월을 설립하는 데 성공한 다른 정계는 카터 행정부 정책의 공동적 발표였다. 시초적으로 근심을 가진 모든 이들은 대통령보다 국무장관이 외교 정책에 단 하나의 연설자가 되는 것에 동의하였다. 브레진스키는 재빠르게 결론을 내렸지만 밴스는 직무에 적절하지 않았고 자신의 위로 가져갔다. 밴스와 브레진스키 사이에 주장된 정책의 다른점이 주어진 결과는 미국의 진행에 관하여 늘어난 공동적 혼란이었고 대통령이 협동에서 자신의 팀을 계속 운영하는 능력에서 신임에서 감소였다.

### 주 이란 미국 대사관 인질 사건
이란에서 일어난 미국 대사관 인질 사건의 대처에 대한 의견 갈등으로 결국 밴스 국무장관을 행정부로부터 몰아내었어도 브레진스키는 밴스가 계획한 원래의 진행을 불만스러워했고, 카터는 이란 국왕 통치의 마지막 날 동의안에 찬성하였다. 브레진스키는 인권을 중시한 외교 정책의 성실한 주창자였으나 강화되는 인권들과 미국의 권력 사이의 충돌이 발생할 때는 권력을 우선시하였다. 이란 국왕의 정권이 1978년 후순에 붕괴되면서 브레진스키는 미국이 이란 국왕에게 자신의 반대자들에 대항하는 군사를 이용하고 쿠데타를 일으키는 데 적극적으로 활동하는 데 몰아내기를 원하였다. 카터는 이를 거부하였고, 행정부 안에서 싫증, 정통적으로 국왕이 이미 착수하였다는 억압적인 의미들을 나누었다. 국왕의 퇴위, 호메이니의 귀국과 대사관에서 미국인 인질들의 점유 후에 절망적인 대통령은 브레진스키가 후원하고 밴스가 반대한 구출 계획을 받아들였다. 밴스는 사임하고 계획은 실패하였다.
브레진스키는 이란을 카터의 단 하나의 치명적 과실로 보았다. 아마 아무 다른 단 하나의 논쟁보다 인질 사건의 연장이 카터에게 로널드 레이건 공화당 후보에게 패한 1980년 대통령 선거에 비용을 들였을 것이고 1981년 브레진스키의 개인 생활로 복귀에 결과를 가져왔다. 카터 행정부의 성취들 중에 브레진스키는 캠프데이비드 협정, 중화인민공화국과 국교 정상화, 파나마 운하 조약들, 제2차 전략 무기 제한 협상, 아프리카에서 다수결 원리에 위탁, 인권의 논점과 미국인의 정책의 신분 증명, MX 미사일을 건설하며 군사와 전략적 위치를 단단히 하는 계획에서 그 성공들에 가장 자랑스러웠다.

## 조언자, 저자와 업저버

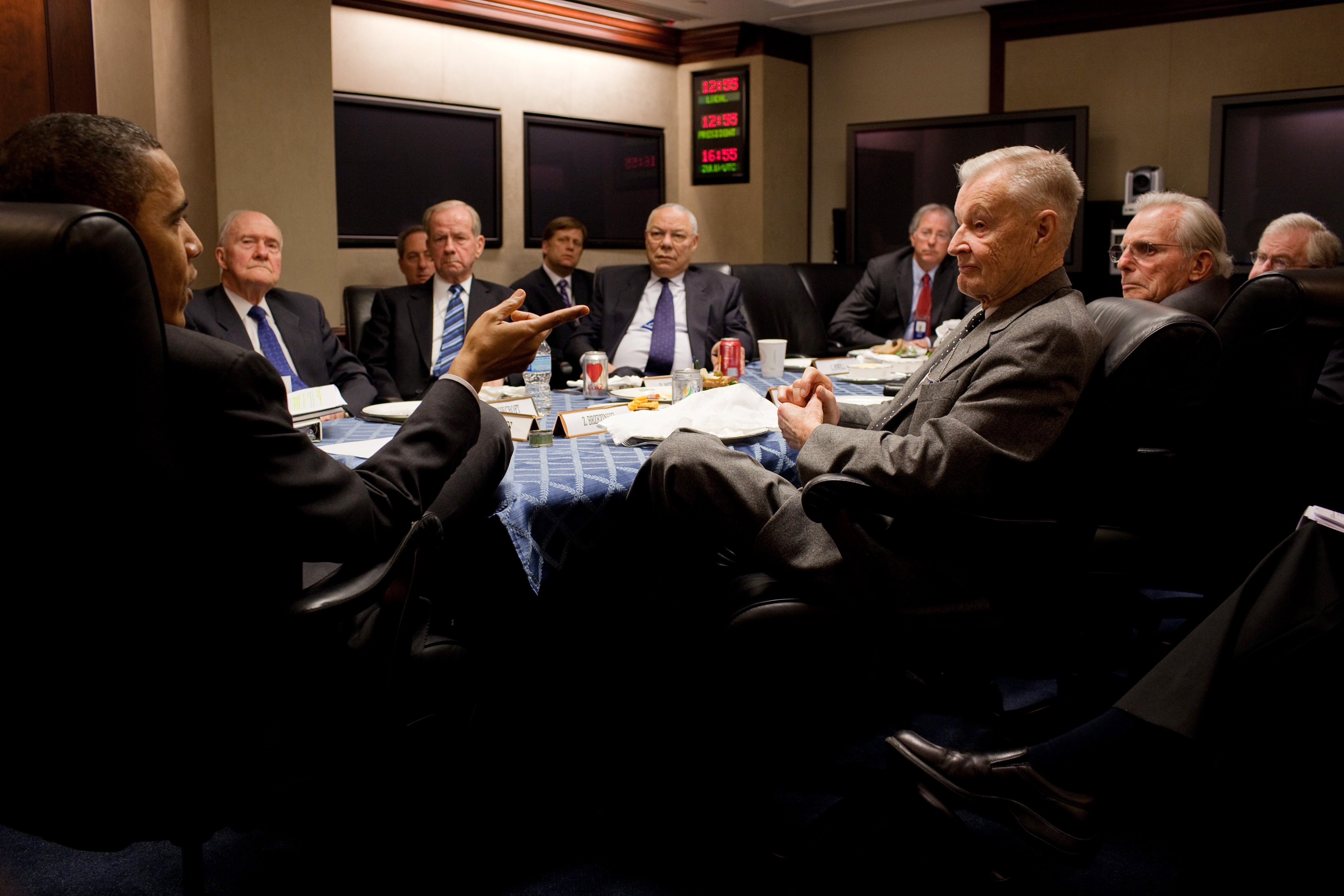
2010년 버락 오바마 대통령과 함께 한 전 국가 안보 보좌관들 (좌로부터 브렌트 스카우크로프트, 버드 맥팔레인, 콜린 파월, 데니스 로스, 샌디 버거, 프랭크 칼루치와 브레진스키)

레이건 행정부 동안에 브레진스키는 현저한 명사로 남아있었다. 이 동안에 그는 자신이 "상호 전략 안정"으로 부른 데탕트의 형성을 생각해 내고 주창하였다. 이 제안은 우주에 기초를 둔 전략적으로 배치된 탄도 미사일과 미국에 의하여 유지된 지구를 기초를 둔 시스템 둘다에 관련되었다. 차례가 된 미국은 그 원자력 병기 공장을 제1 격의 출력 밑의 수준으로 제한시키려고 하였다. 그의 보수적 정책들은 우파의 공화당원들의 전망들과 함께 외교 정세들의 사실상 모든 국면으로 여기면서 이름나게 동조되었다. 외교 정책으로 그의 높은 학문적 접근은 그를 미숙하고 불안정한 인간으로 보는 데 어떤이들을 이끌었다. 그의 다양한 저술에서 그는 때때로 다른 정치인들을 마음이 좁은 특성으로 비판하였다.
정부직을 떠난 후 아직도 젊은 브레진스키는 회고록을 쓰고 조지타운 대학교에서 전략과 국제학 센터에 가입하였으며, 딘, 위터, 레이놀즈 주식 회사에 상담자를 지내고 권력을 연습하는 데 또 다른 기회를 기다렸다.
1989년 소련의 해산은 물론, 폴란드에서 일어난 자유 노조 운동에 존중과 함께 브레진스키는 넓게 인터뷰 되었다. 그는 자신의 모국 폴란드에서 자유 노조 운동의 성공을 위하여 신중한 낙천주의를 표현하였고 공산주의의 붕괴를 위하여 강조된 후원을 공언하였다. 그는 더욱 나아가서 역사상 허약한 순간에서 미국이 동유럽과 다루면서 자유방임주의 정책의 어떤 등급을 주창하였다. 그는 책에서 이 문제들으에 자신의 생각들을 쓴 〈땅의 실패:20세기 공산주의의 탄생과 죽음〉을 펴냈다. 브레진스키는 그러고나서 21세기로 엿보기 시작하며 지난 100년의 회고에 기초를 둔 자신의 자극적인 저서 〈제어할 수 없는:21세기의 전날에 지구촌의 소란〉를 펴냈다.
자신의 경력을 통하여 브레진스키는 자신의 정책들을 촉진하는 데 자신의 적극적인 인내력을 이용하여 높이 평가된 정치적 조언자와 비평가로서 선두에서 자신을 지켰다. 그는 자신을 자신의 많은 저술들을 통하여 철학자로서는 물론 깊은 사상가로서 설립하였다. 그는 냉전으로부터 인권들을 거쳐 유전자 공학까지 여론 범위를 출간하였다. 그의 아이디어들은 한번 비관적과 도덕적에 있었으며, 특히 미국의 문화에 존중과 함께 있었다.

## 사망
2017년 5월 26일 버지니아주 폴스처치에 있는 이노바 페어팩스 병원에서 89세의 나이로 사망하였다.

## 저서

### 한국어판
- 《통제 불능의 세계》. 을유문화사. 1993. ISBN 9788932460239.
- 《거대한 체스판》. 삼인. 2000. ISBN 9788987519357.
- 《제국의 선택》. 황금가지. 2004. ISBN 9788982734991.
- 《미국의 마지막 기회: 세 대통령이 초래한 제국의 위기를 넘어서》. 삼인. 2009. ISBN 9788991097919.
- 《전략적 비전: 미국과 글로벌 파워의 위기》. 아산정책연구원. 2016. ISBN 9791155701751.